# Leochilus
Leochilus é um género botânico pertencente à família das orquídeas (Orchidaceae). Foi proposto por Knowles & Westcott em Floral Cabinet 2: 143, em 1838, ao descreverem o Leochilus oncidioides Knowles & Westc., que é sua espécie tipo. O nome deste gênero vem do grego leios, liso, e  cheilos, lábio, refere-se à aparência do labelo de suas flores.

## Distribuição
Leochilus agrupa cerca de dez pequenas espécies epífitas, de crescimento cespitoso, distribuídas do sul do México e Caribe até a Argentina, por grande parte do território Brasileiro, em florestas quentes ou frescas, úmidas e sombrias, até cerca de setecentos metros de altitude, três delas registradas para o Brasil .

## Descrição
Apresentam pequenos pseudobulbos subesféricos, lateralmente comprimidos, guarnecidos por Baínhas foliares dísticas, com uma única folha apical comparativamente grande, subcoriácea,  aplanada em sentido horizontal, na base algo dobrada no sentido longitudinal. Da axila das Baínhas dos pseudobulbos brota a inflorescência, em regra racemosa, pendente ou arqueada, raramente ereta, mais ou menos longa, com poucas flores simultâneas ou sucessivas, espaçadas, grandes em comparação com o tamanho da planta.
As flores não apresentam calcar ou esporão, possuem segmentos algo coniventes, ou seja, que não se abrem muito, destacando-se principalmente o labelo, em parte das espécies mais longo que o restante dos segmentos. Apresentam sépalas livres e iguais, algumas vezes as laterais algo concrescidas, pouco largas, lanceoladas, sépala dorsal algo tombada sobre a coluna e pétalas muito tombadas sobre a coluna, mais ou menos do mesmo formato das sépalas. O labelo, inteiro, com extremidade ovalada, de margens lisas, apresenta calos variáveis próximos à base, sejam lamelas, tubérculos, verrugas ou projeções digitiformes ou globulosas, ciliadas ou não. A coluna, na base com pequeno pé, apresenta profunda cavidade estigmática e antera terminal com duas polínias.

## Filogenia
Leochilus, além de Papperizia, Goniochillus e diversos outros gêneros pequenos, formam de um dos sete subclados de pequeno gêneros, que se constitui em um dos cerca de dez clados da subtribo Oncidiinae, cujos relacionamentos e classificação, segundo critérios filogenéticos , ainda não estão bem claros e delimitados.

## Espécies
1. Leochilus carinatus (Knowles & Westc.) Lindl., Edwards's Bot. Reg. 28(Misc.): 23 (1842).
2. Leochilus crocodiliceps (Rchb.f.) Kraenzl. in H.G.A.Engler (ed.), Pflanzenr., IV, 50(80): 300 (1922).
3. Leochilus hagsateri M.W.Chase, Syst. Bot. 11: 244 (1986).
4. Leochilus johnstonii Ames & Correll, Bot. Mus. Leafl. 11: 21 (1943).
5. Leochilus labiatus (Sw.) Kuntze, Revis. Gen. Pl. 2: 656 (1891).
6. Leochilus oncidioides Knowles & Westc., Fl. Cab. 2: 143 (1838).
7. Leochilus puertoricensisM.W.Chase, Syst. Bot. 11: 242 (1986).
8. Leochilus scriptus (Scheidw.) Rchb.f., Xenia Orchid. 1: 15 (1854).
9. Leochilus tricuspidatus (Rchb.f.) Kraenzl. in H.G.A.Engler (ed.), Pflanzenr., IV, 50(80): 297 (1922).